# Tripteroides yaeyamensis
Tripteroides yaeyamensis är en tvåvingeart som beskrevs av Tanaka, Mizusawa och Saugstad 1979. Tripteroides yaeyamensis ingår i släktet Tripteroides och familjen stickmyggor. Inga underarter finns listade i Catalogue of Life.